# Parangipettai
Parangipettai (tàmil: பரங்கிப்ேபட்ைட, "Llar dels europeus"), coneguda històricament com a Porto Novo, és una vila (panchayat town) al districte de Cuddalore a Tamil Nadu a la riba nord de la boca del riu Vellar a uns 30 km de Cuddalore a 11° 30′ N, 79° 46′ E / 11.500°N,79.767°E. Al cens del 2001 consta amb 20.901 habitants; el 1901 tenia 13.712 habitants, més del 25% musulmans.

## Història
Fou fundada pels portuguesos al final del segle xvi sobre u poble anomenat Mahmud Bantar (anteriorment Muthu Krishnapuri o Varunapuri sota els rages de Vijayanagar) i fou el seu primer establiment a la costa de Coromandel, a la comarca de Gingi; es va anomenar llavors Porto Novo. El 1683 'hi va establir una factoria anglesa al costat de l'establiment portuguès i d'una factoria danesa. El 1749 l'exèrcit britànic que marxava contra Tanjore es va aturar a Porto Novo. El 1780 la població fou saquejada per Haidar Ali i el juliol de 1781 es va lliurar a la seva rodalia una batalla notable entre Haidar Ali i Sir Eyre Coote en què aquest darrer va aconseguir un destacada victòria, la més importat de la guerra, que va salvar la presidència de Madras. Fou ocupada dues vegades pels francesos i restaurada finalment als britànics el 1785.